# Josep Claramunt i Mesa
Josep Claramunt i Mesa (Gràcia, 1885 - Barcelona 1947) fou un actor i director teatral, i amb el seu nom fou instituït el premi teatral de l'Editorial Nereida. Amb el nom de Companyia Claramunt-Adrià va representar teatre català i castellà durant més de 15 anys per tot Catalunya.